# جغرافيا نباتية
الجغرافيا النباتية أو علم توزيع النباتات (بالإنجليزية: Phytogeography)‏ هو فرع من فروع الجغرافيا البيولوجية، ويُعنى بالتوزيع الجغرافي لأنواع الالنباتات ومناطق زراعتها وانتشارها، وتأثيرها على سطح الأرض. ويعنى هذا العلم بكافة جوانب توزيع النباتات، من عناصر التحكم بتوزيع نطاقات الأنواع الفردية (بكل المقاييس الكبيرة والصغيرة، أنظر توزيع الأنواع) إلى العوامل التي تتحكم في تكوين مجتمعات بأكملها والنباتات الإقليمية.

## التاريخ
نجد أولى المعلومات عن علم الجغرافيا النباتية في كتابات اليونانيين وذلك قبل الميلاد ببضع مئات من السنين ولكن لم تتعدى دراسة اليونانيين منطقة حوض البحر الأبيض المتوسط الحالية وكانت الفرص أمامهم محدودة لمقارنة أنواع نباتية من مناطق مختلفة. وعندما وصل الاسكندر المقدوني إلى الهند(334-327 ق.م) تمكن اليونانيون من الخروج من منطقة البحر الأبيض المتوسط والتعرف على الغطاء النباتي لمناطق مختلفة (سهول آسيا الوسطى، الصحاري، والغابات الاستوائية في الهند) وعندما أصبح من الممكن مقارنة فلورا المناطق المختلفة.وأول عمل في هذا الاتجاه يعود إلى ثيوفراست (تلميذ أرسطو) الذي جمع أنواعا نباتية من مناطق مختلفة أثناء رحلة الاسكندر المقدوني وقارنها مع بعضها وأشار إلى تأثير المناخ والتربة على النباتات.
ولم يتطور علم الجغرافيا النباتية بهذ ذلك لا في روما ولا في العصور الوسطى، وبعد 2000عام فقط خرجت مرة ثانية أفكار علم الجغرافيا النباتية إلى الوجود بعد ركودها.
ويمكن أن ننسب تاريخ تشكل علم الجغرافيا النباتية إلى سنة 1817 وذلك عندما صدر كتاب هومبولت «أفكار في علم الجغرافيا» والذي كان ثمرة لرحلاته المتعددة والتي دامت خمس سنوات في أمريكا وسيبيريا وآسيا الوسطى وبحر قزوين وغيرها، والتي مكنته من الاطلاع على نباتات مختلفة وجمعها ونجد في مؤلفاته الاتجاهات الثلاثة لعلم الجغرافيا النباتية الفلورية والبيئية والتاريخية.
وظهر في عام 1822م كتاب سكاو «الأسس العامة للجغرافيا النباتية» والذي قسم فيه الغطاء النباتي للكرة الأرضية إلى 25 منطقة جغرافية نباتية وركز اهتمامه في هذا الكتاب على الجغرافيا النباتية البيئية والفلوية. كما ظهرت في عام 1855 أعمال Da Candolle «الجغرافيا النباتية» في جزئين، وحاول ديكاندول إيجاد العلاقة بين توزع النباتات والظروف البيئية الحالية والتاريخية، وأن تحليل أثر العوامل التاريخية على توزع النباتات الحالي يعتبر من أهم الأفكار التي أتى بها يدكاندول والتي ساعدت على تطورالجغرافيا النباتية التاريخية.
كان لدراسات انغلر (1882-1887) أهمية كبرى في تطور علم الجغرافيا النباتية، فقد وضع خريطة للمناطق الجغرافية النباتية واعتمد على تقسيمه هذا إلى جانب العوامل البيئية الحالية على العوامل التاريخية لتطور الفلورا.
وتعتبر أعمال الباحث الألماني غريزباخ «الغطاء النباتي للكرة الأرضية 1872» من أهم الأعمال التي ظهرت في النصف الثاني من القرن التاسع عشر، فقد قسم فلورا الكرة الأرضية إلى 24 منطقة جغرافية نباتية، وهي في كثير من الحالات تتطابق مع تقسيمات سكاو.
ومن أشهر الأعمال التي ظهرت في روسيا في نهاية القرن الماضي هي دراسات روبرخت ودراسات ليتفينوف التي ساهمت في تطور علم الجغرافيا النباتية في روسيا، إذا لم نأخذ بعين الاعتبار تاريخ هذه الفلورا في العصور الجيولوجية المختلفة، ولقد طور هذه الأفكار فيما بعد لافرينكا وتلمتشيف وبابوف وغيرهم.
مرت الجغرافيا النباتية في نهاية القرن التاسع عشر وبادية القرن العشرين بمرحلة ركود وذلك بسبب تطور علم البيئة وخاصة ظهور كتاب فارمنغ 1895م «جغرافيا النباتات البيئية» والذي يبحث في العلاقات المتبادلة بين الوسط والنباتات وخاصة تأثير الوسط على مورفولوجيا وتشريح النبات وكذلك ظهور كتاب شمبر 1898 «جغرافيا النبات على أسس من وظائف الأعضاء»، والذي حاول فيه دراسة تأثير الوسط على مورفولوجيا وتشريح النبات وتفسير ذلك عن طريق وظائف الأعضاء النباتية.
ولقد قضى علم البيئة بما أثار من اهتمامت جديدة على متابعة دراسة التوزع الجغرافي النباتي. ولكن الحياة عادت بعد ذلك من جديد إلى دراسة التوزع النباتي الجغرافي الوصفية من جهة وعلى العلوم الحديثة كعلم البيئة والوراثة من جهة أخرى.

## أصل المصطلح
اشتق مصطلح «توزيع النبات» بالإنجليزية Phytogeography  من اليونانية، حيث phyto يعني النبات وgeography تعني جغرافيا، وأيضًا التوزيع.

## عرض عام

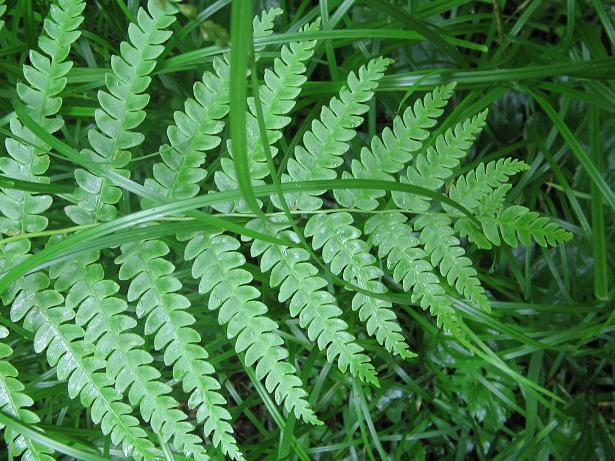
تعتبر عناصر البيانات الأساسية لعلم توزيع النبات سجلات عينية. ويتم جمع هذه العينات لنباقات مفردة، كعينة سرخس القرفة.

عناصر البيانات الأساسية لعلم توزيع النبات هي سجلات حدوث (وجود أو عدم وجود الأنواع) مع الوحدات الجغرافية التشغيلية كالوحدات السياسية أو الإحداثيات الجغرافية. وغالباً ما تستخدم هذه البيانات لبناء مقاطعات وعناصر نباتية.